# Dink Johnson
Ollie "Dink" Johnson (Biloxi, 28 oktober, 1892 - Portland, 29 november 1954) was een Amerikaanse dixieland-jazz-pianist, -klarinettist en -drummer.
Johnson was de jongere broer van de bassist en bandleider William Manuel Johnson. Later werd Jelly Roll Morton zijn zwager.
Hij werkte in de omgeving van de Mississippi en New Orleans en in het begin van de jaren tien trok hij naar het westen. Hij speelde in Nevada en Californië, vaak met zijn broer. Hij drumde in de Original Creole Orchestra (met onder meer Freddie Keppard). In 1917 richtte hij Louisiana Six op, waarin ook Kid Ory speelde. Rond 1921 maakte hij opnames met de band van Ory, waarop hij klarinet speelde. Vanaf het begin van de jaren twintig woonde hij in Los Angeles, waar hij later een bar begon. Ook in de jaren veertig en vijftig was hij in de platenstudio te vinden, waar hij onder meer one man-band opnames maakte (met behulp van overdubbing). Hij schreef verschillende songs, waaronder "The Krooked Blus" (opgenomen door King Oliver) en "So Different Blues".
- Bibliothèque nationale de France: cb170647008 (data)
- Gemeinsame Normdatei: 136418147
- International Standard Name Identifier: 0000 0000 5555 6736
- Library of Congress Control Number: n94012416
- MusicBrainz: cc472ff0-b277-49b5-b425-629dc7f3bcab
- Virtual International Authority File: 73149294081880520464
- WorldCat: E39PBJg4qjp6dmpWyrGR9y6VG3